# Paus Benedictus VII
Benedictus VII (Rome, geboortedatum onbekend - aldaar, 10 juli 983) was paus van oktober 974 tot aan zijn dood.
Hij steunde de missiearbeid van keizer Otto II onder de Slaven. Hij bevorderde de kloosterhervorming (Cluny) en bestreed de simonie (Romeinse synode van 981).
Cursief: tegenpaus